# 牛窓ヨットハーバー

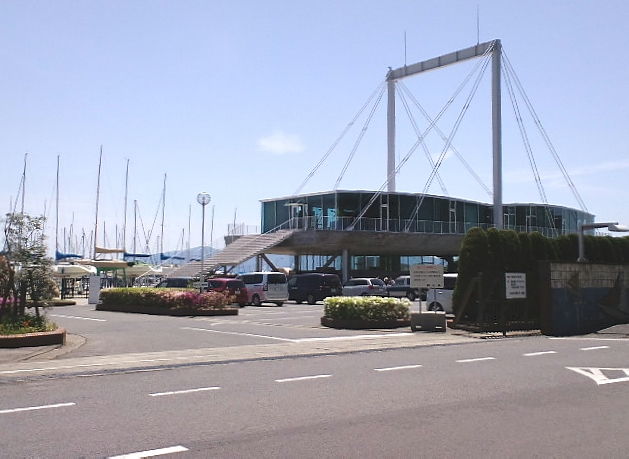
クラブハウス

岡山県牛窓ヨットハーバーは、岡山県瀬戸内市の牛窓港にある、西日本最大級の大きさを誇り 、約450隻のヨットやクルーザーが停泊できるヨットハーバーである。

## 主な概要
2018年（平成30年）3月24日に牛窓港一帯はみなとオアシスの登録をしていて、当施設はみなとオアシス牛窓を構成する施設の一である。

### 保管可能隻数
ディンギー 293隻
クルーザー 169隻 (海上106隻 陸上63隻)

### 保有施設
研修施設収容人員50名(宿泊)研修室、食堂、炊事室、和室(小2、大3)
クラブハウス面積694m2(全長53m、全幅16m、全高26m)
鉄筋2階建、総ガラス張り、管理事務室、ホール(会議室A)、会議室(会議室B)、談話室(会議室C)、シャワー室、洗濯室
斜路幅員55m (ディンギー用45m クルーザー用10m)
昇降施設上架能力15t 1基
浮桟橋ディンギー用2基 クルーザー用63基 (126隻分 内ビジター用20隻分)
その他の施設修理施設、駐車場(101台収容)

## 過去に行われた主要大会
- 晴れの国おかやま国体セーリング競技会場
- 第23回全日本スナイプ級ヨットマスターズ
- 第17回全日本A級ディンギー選手権大会
- 第74回全日本学生ヨット選手権大会

## 参考
1. ↑  瀬戸内市観光情報牛窓ヨットハーバーより